# الجرشة (صعدة)
الجرشه هي إحدى قرى الجمهورية اليمنية. وهي تتبع جغرافيًا لمحافظة صعدة. وإداريًا لمديرية غمر. يبلغ تعداد سكانها 2459 نسمة حسب الإحصاء الذي جرى عام 2004.